# Courdemanges
Courdemanges ist eine französische Gemeinde im Département Marne in der Region Grand Est. Sie hat eine Fläche von 19,4 km² und 388 Einwohner (2022).

## Geografie
Die Gemeinde liegt am Ostrand der Trockenen Champagne, etwa fünf Kilometer südwestlich von Vitry-le-François. Nachbargemeinden sind Huiron im Nordwesten und Norden,  Frignicourt im Osten, Châtelraould-Saint-Louvent im Süden sowie Le Meix-Tiercelin und Humbauville im Südwesten.

## Bevölkerungsentwicklung
| Jahr                       | 1962 | 1968 | 1975 | 1982 | 1990 | 1999 | 2006 | 2013 | 2018 |
| -------------------------- | ---- | ---- | ---- | ---- | ---- | ---- | ---- | ---- | ---- |
| Einwohner                  | 255  | 264  | 309  | 427  | 479  | 449  | 425  | 397  | 393  |
| Quellen: Cassini und INSEE |      |      |      |      |      |      |      |      |      |

## Sehenswürdigkeiten
- Kirche Saint-Denis (Monument historique)

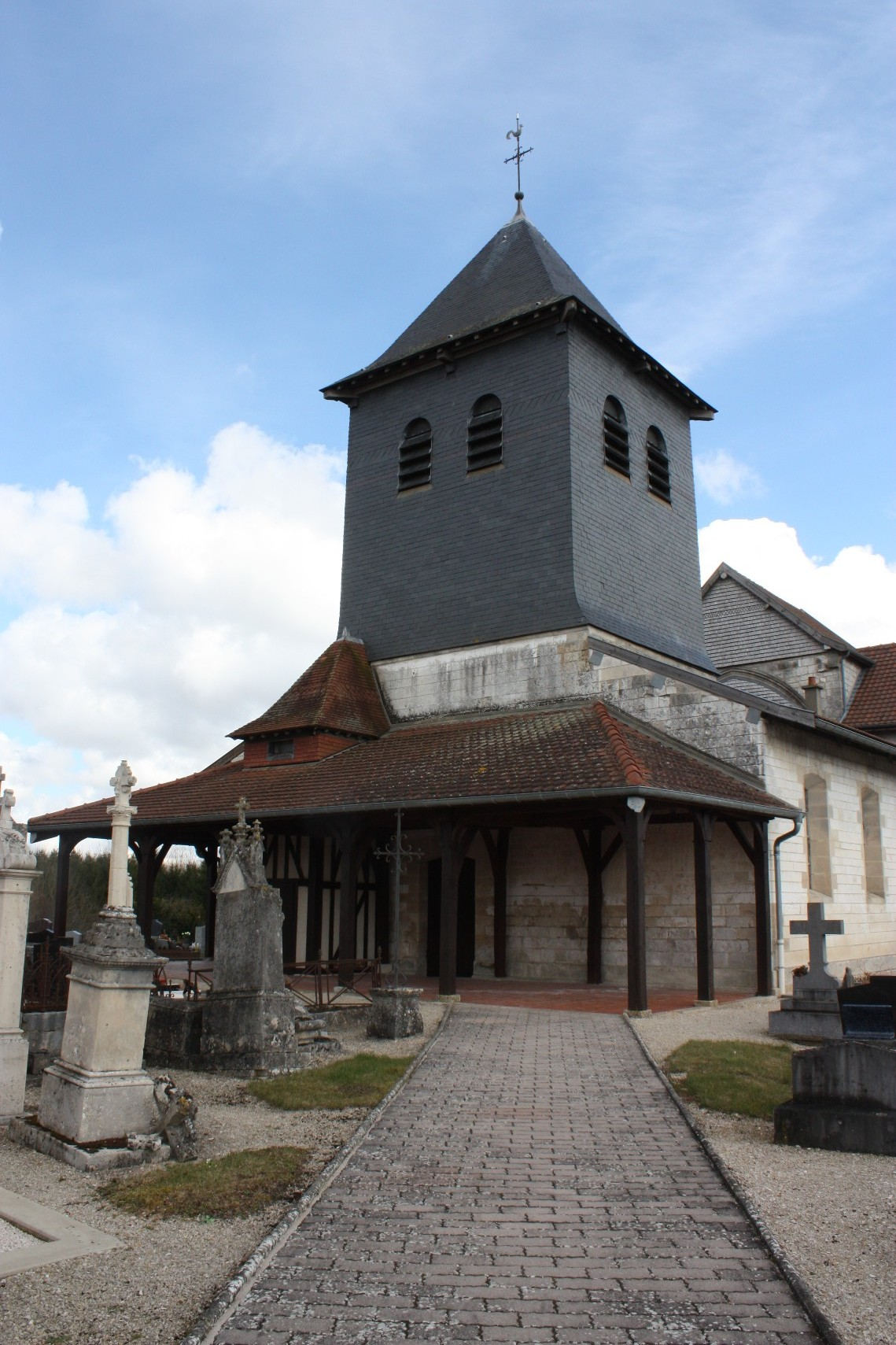
Kirche Saint-Denis